# Facel Vega
Pour les articles homonymes, voir FACEL et Véga (homonymie).
 (novembre 2021).
Si vous disposez d'ouvrages ou d'articles de référence ou si vous connaissez des sites web de qualité traitant du thème abordé ici, merci de compléter l'article en donnant les références utiles à sa vérifiabilité et en les liant à la section « Notes et références ».
Facel Vega est une ancienne marque française d'automobiles de sport et de prestige, apparue au salon de l'Auto à Paris en octobre 1954 et disparue en octobre 1964.
Toutes ses voitures furent produites entre 1954 et 1964 par la société industrielle Facel S.A.

## Histoire

### Entreprise Facel
La société Facel (acronyme des Forges et  Ateliers de Constructions d'Eure-et-Loir) est fondée le 20 décembre 1939, (trois mois après la déclaration de guerre) comme une filiale, située à Dreux en Eure-et-Loir (d'où son nom), de la société de sous-traitance aéronautique Bronzavia, ceci dans le cadre de l'effort de guerre de l'aéronautique militaire.
Deux administrateurs de la société Bronzavia sont désignés pour diriger cette nouvelle filiale : le général d'aviation René Keller et l'ingénieur ECL Marcel Koehler, nommés respectivement président (non exécutif) et directeur général (administrateur délégué). Ce dernier sera à l'origine des gazogènes Facel produits sous l'occupation.
D'autre part, Jean Daninos, directeur technique de Bronzavia, part aux États-Unis en 1941 poursuivre l'effort de guerre auprès des Alliés au sein de la General Aircraft Equipment, en mettant à sa disposition, les brevets de l'entreprise française. 
Il revient en 1945 pour prendre la direction de la société Facel, qu'il fusionne avec la société Métallon. Il oriente Facel-Métallon vers la sous-traitance de carrosseries automobiles de série ou spéciales pour le compte de grandes marques comme Simca, Ford SAF, Panhard puis Delahaye.

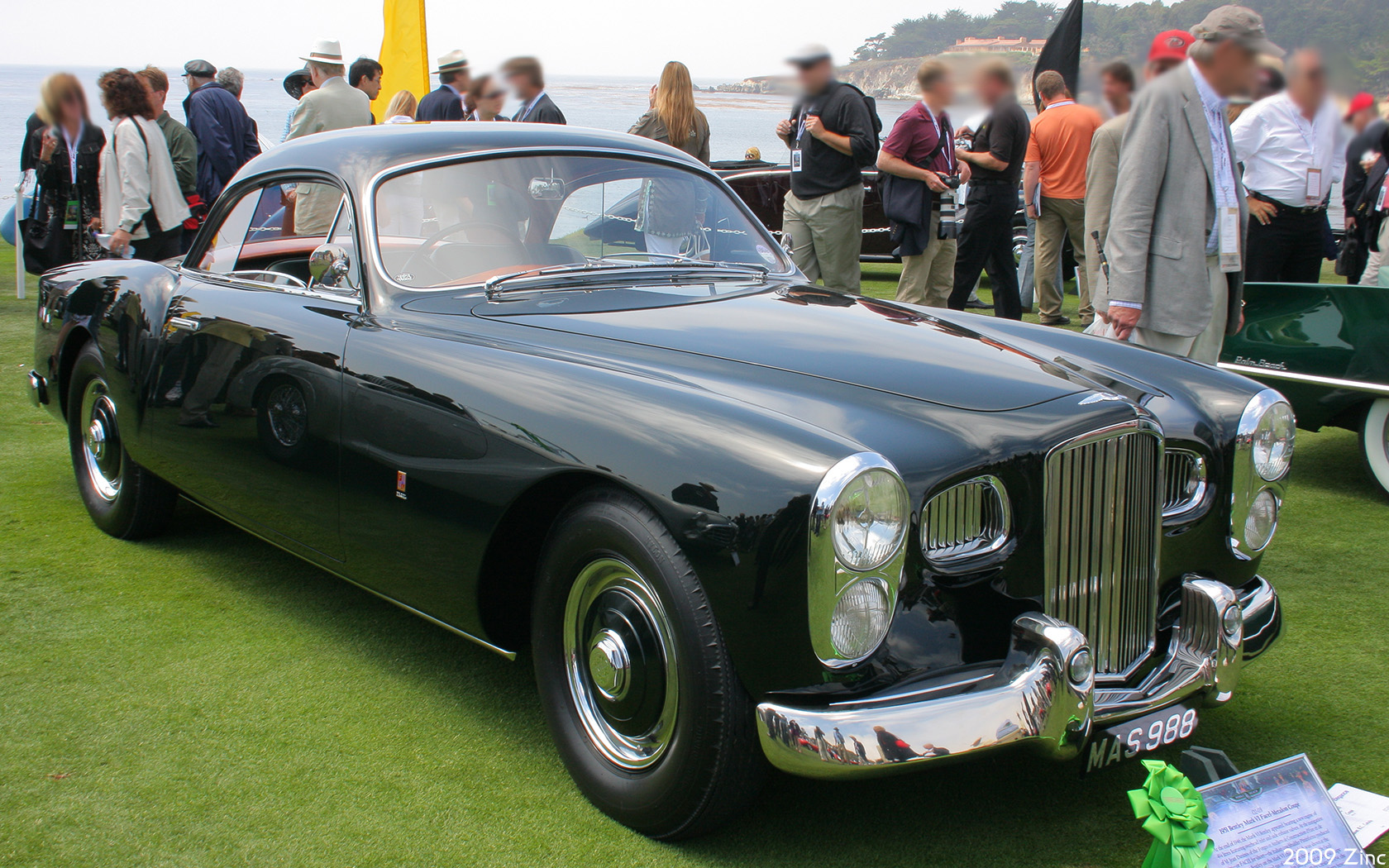
Unique coupé Bentley Cresta II (châssis Mark VI) réalisé par Facel-Métallon (1951).

On lui doit également la réalisation de douze voitures Bentley Cresta, coupé quatre places, en collaboration avec la carrozzeria Pininfarina. Elles préfigurent le modèle Continental. 
En 1951, Jean Daninos étudie dessine et construit un unique coupé 2+1 (2 places + 1 transversale à l'arrière), pour son usage personnel et pour montrer le savoir-faire de Facel-Métallon. Il le baptise Bentley Cresta II. Le concept de son originale face avant est repris ensuite pour les Vega et Facel Vega.

### Marque Facel Vega
Dès 1952, Jean Daninos met en chantier le prototype d’un luxueux coupé 2+2 (2 places +2 plus petites à l'arrière). Il se rend compte alors qu’aucun moteur français puissant ne convient pour le modèle de sa création, qu'il souhaite bénéficiant de hautes performances. Il se tourne alors vers les États-Unis et la Chrysler Corporation pour la fourniture de puissants et modernes moteurs V8. Après avoir reçu le premier bloc américain, un prototype roulant est testé en octobre. Après quelque 130 000 km d’essais donnant toutes satisfactions, il est décidé de le mettre en production sous licence.
Pendant que la mise au point se poursuit, la société Facel-Métallon est scindée en deux entités distinctes le 15 janvier 1953, Facel S.A d'un côté et Métallon S.A. de l'autre. La future voiture est  construite par « Facel S.A. » Pour son nom de baptême, son frère journaliste et écrivain Pierre Daninos lui suggère Vega, l’une des étoiles les plus brillantes de la constellation de la Lyre, symbole de puissance et de prestige.
Ce prototype proche du modèle de série est donc présenté sous la marque « Vega » construite par « Facel » en avant-première aux représentants du gouvernement le 22 juillet 1954 puis, huit jours plus tard, à la presse internationale dans l’usine de Colombes avant d'être exposé au Salon de l'Auto de Paris en octobre 1954 où les amateurs saluèrent unanimement l'événement. 
Dès lors, la Vega — dénommée Facel Vega dès l'année suivante après le dépôt officiel de la marque Facel Vega — est constamment améliorée avec, notamment, des moteurs V8 de plus en plus puissants.
Au Salon de Paris 1956, une somptueuse berline aux quatre portières à ouverture antagonistes, sans montant central est présentée. Le modèle Excellence est une berline luxueuse et très performante.

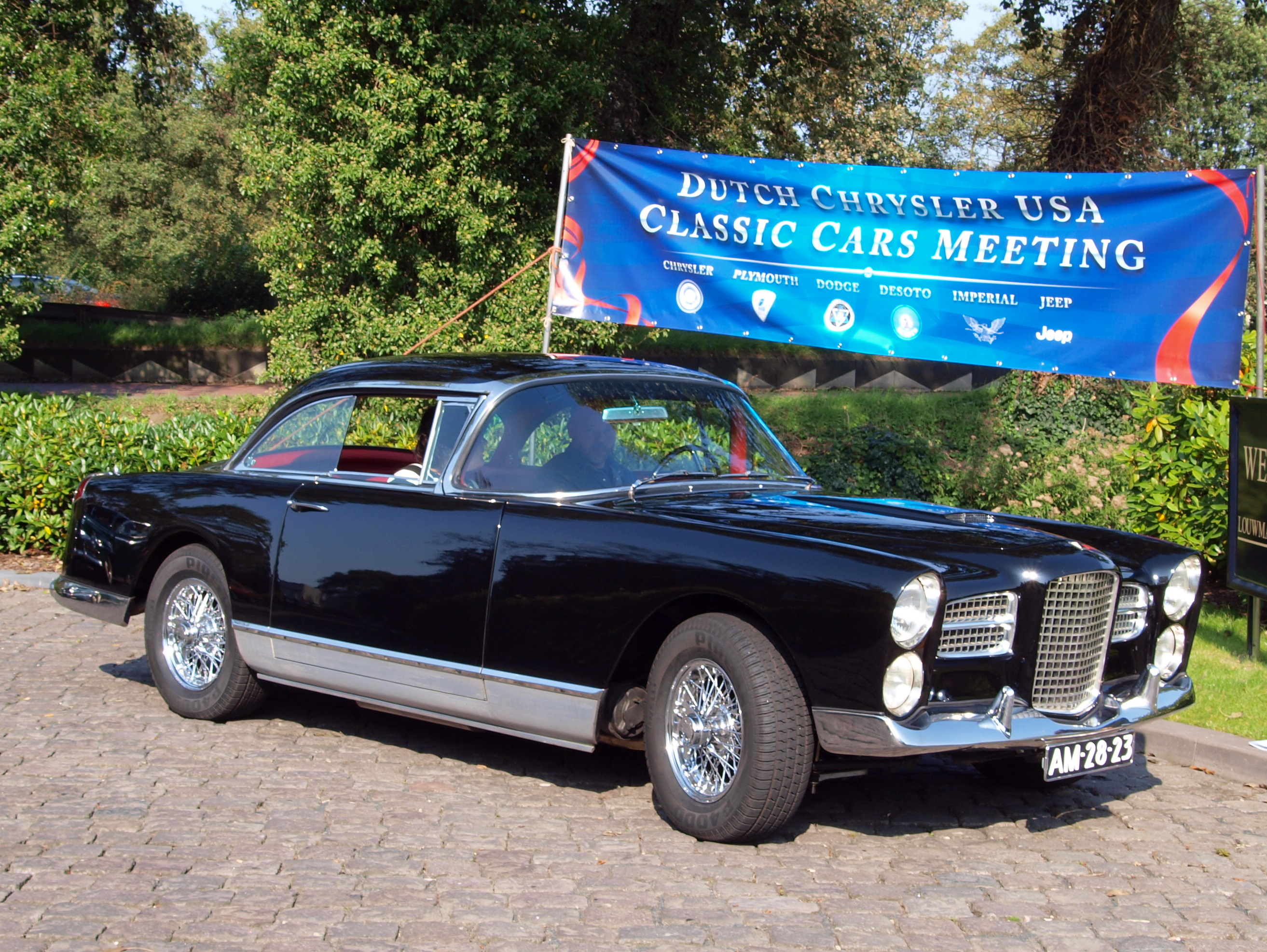
Facel Vega HK 500 de 1960.

En 1958, la société « Facel » lance le modèle HK 500, qui peut être considéré comme l’aboutissement de la série des coupés FVS. La ligne reste très proche des modèles précédents, mais le moteur V8 de 5,9 litres bénéficie des dernières avancées technologiques de la firme Chrysler. Plus tard, le modèle reçoit quatre freins à disque.
Parallèlement à la production des coupés FVS et de l’Excellence, Jean Daninos envisage la construction d’un modèle de plus petite taille et de moindre coût de production pouvant s’aligner face aux Alfa Romeo, Porsche et Triumph. 
La petite Facel Vega est mise à l'étude dès 1957. Révélée au public lors du Salon de Paris en 1959, la Facellia est très bien accueillie par les amateurs de la marque. Les commandes suivent mais, commercialisées trop vite avec un manque de mise au point récurrent, les premières voitures livrées accusent des problèmes de moteur, d'origine Pont-à-Mousson, entraînant des casses répétées. 
L’usine procède immédiatement à des échanges standard sous garantie. Des améliorations sont apportées aux moteurs afin de pallier rapidement ces problèmes. C’est ainsi que la Facellia F2 est introduite dès 1961. Cette opération aura mis très à mal la trésorerie et la réputation de la marque, tant et si bien que l'entreprise — malgré un prêt de l'État français d'un milliard d'anciens francs — est placée en liquidation judiciaire en juillet 1962. Cependant, le tribunal de commerce autorise Facel à continuer son activité.

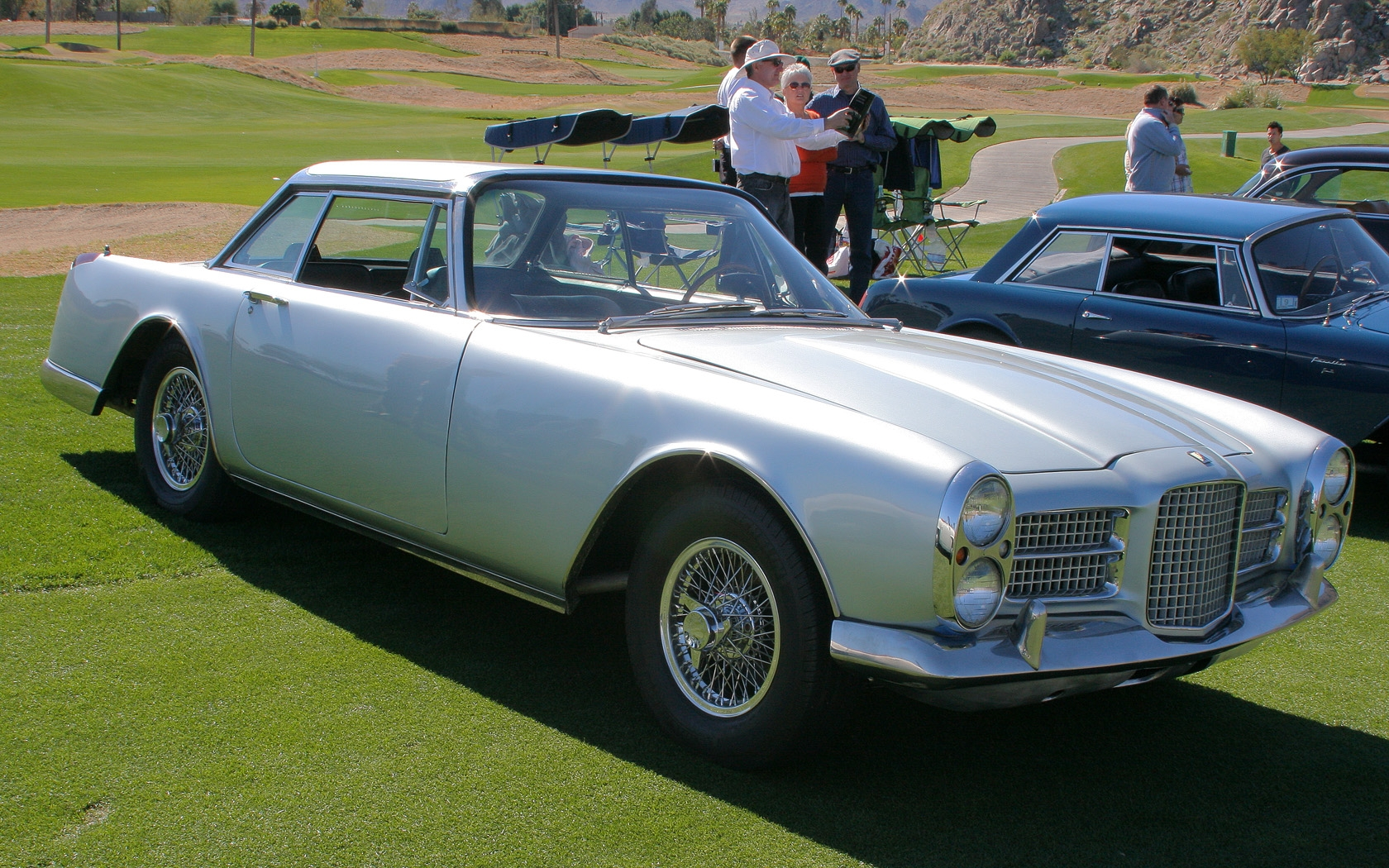
de 1962.

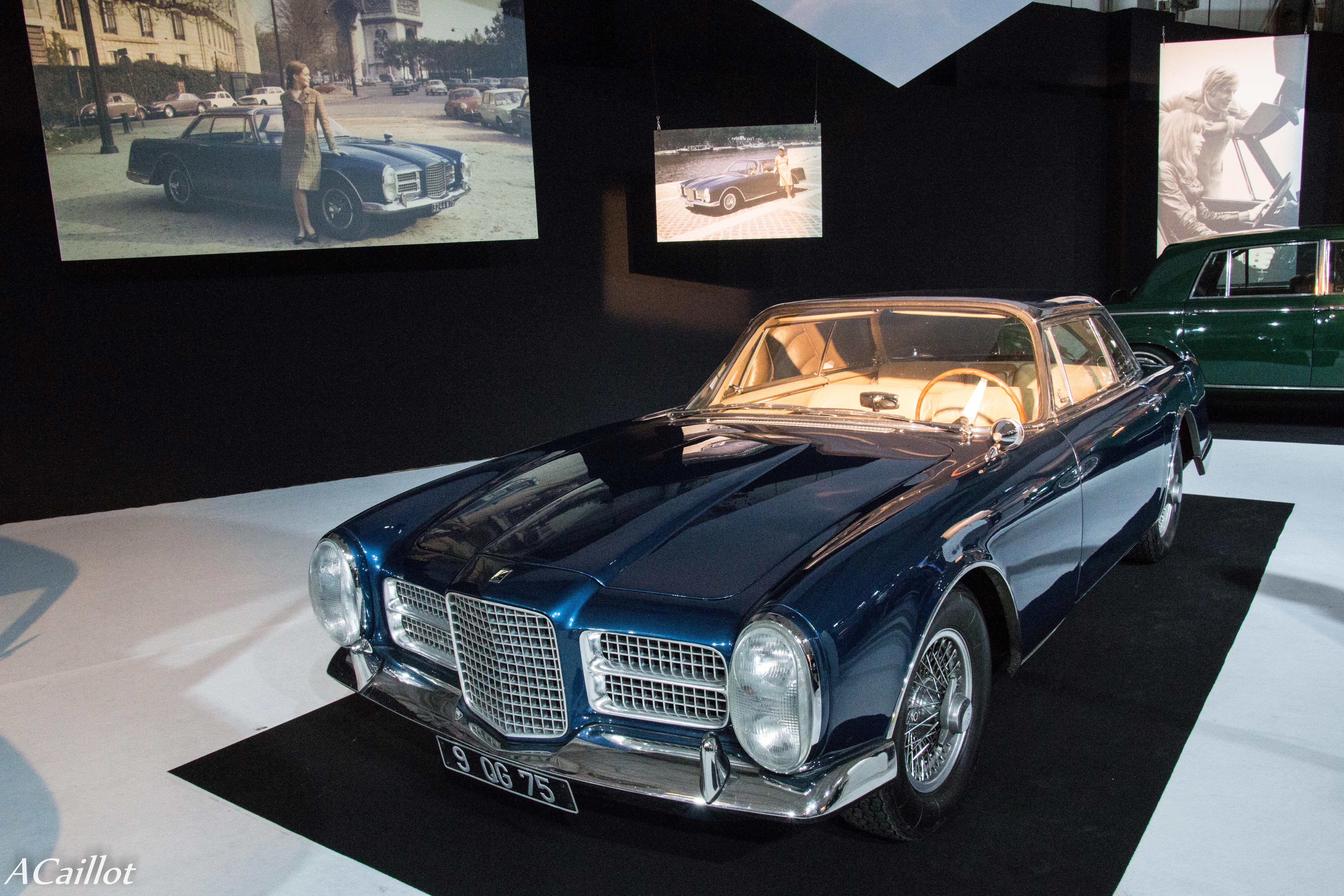
La Facel II sous un autre angle.

Parallèlement, le coupé V8 Facel II, équipé  d'un moteur Chrysler de 6,3 litres, est présenté au Salon de Paris 1961 : il succède à la HK 500 dont la ligne commençait à vieillir. De l'avis général, la Facel II est toujours considérée comme l'une des plus belles automobiles françaises jamais réalisées.
La Facellia ne rencontrant guère de succès sur le marché, il est décidé de lui greffer une mécanique dont la réputation de robustesse est déjà connue du public. Le moteur Volvo B18 B du coupé P1800 est choisi et posé dans la « Facellia », donnant naissance au modèle Facel III dévoilé à la presse en avril 1963. Les mois suivants, le liquidateur confie Facel en location-gérance à la société Sferma, une filiale aéronautique de Sud-Aviation, qui est une société nationalisée.
La Facel 6 est vite développée afin de combler le vide de la gamme entre la surpuissante Facel II à huit cylindres et la Facel III à quatre cylindres. La « Facel 6 » a la même apparence que la « Facel III », mais l'avant est allongé de quelques centimètres pour loger le six cylindres BMC de l'Austin-Healey 3000. Présentée à la presse en mai 1964, elle n'est commercialisée qu'au début du mois de septembre.
Mais il est trop tard, la société Sud Aviation, société nationalisée, n'est pas autorisée par ses ministères de tutelle (ministère de l'Industrie et surtout ministère des Finances), et même par l'intermédiaire de la Sferma, à poursuivre malgré ses efforts l'aventure Facel Vega. 
D'autant plus que Sud Aviation va être profondément restructurée, pour la grande aventure de son avion de ligne supersonique Concorde et la Sferma va disparaître également. Les usines Facel Vega à Colombes ferment définitivement leurs portes le 31 octobre 1964, après avoir produit un peu moins de 3 000 Facel Vega en dix ans.

## Caractéristiques des modèles
On peut distinguer deux catégories dans la production Facel Vega :

### Facel-Vega à moteurs V8
Le prototype baptisé « Vega » présente déjà toutes les caractéristiques typiques des coupés FVS à moteurs Chrysler V8.
- Une boîte de vitesses à quatre rapports synchronisés Pont-à-Mousson ou automatique Chrysler PowerFlite puis TorqueFlite.
- Un châssis extrêmement rigide composé de tubes d'acier soudés au centre de gravité bas.
- Une suspension avant indépendante à ressorts hélicoïdaux et une suspension arrière à ressorts à lames.
- Un essieu arrière rigide de type Salisbury.
- Une carrosserie en tôle d'acier emboutie et soudée.
- Une ornementation en acier inoxydable avec notamment une face avant composée d'une calandre verticale flanquée de deux ouïes latérales et de quatre projecteurs qui resteront le signe de reconnaissance de toutes les Facel-Vega.
- Un intérieur gainé de cuir et, à partir du modèle FV2, une planche de bord façon ronce de noyer ou loupe d'orme réalisée à main levée par Marcel Bigot, le chef peintre à l'usine de Dreux[1].

Liste des modèles :
- Facel Vega FV et FV1 (1955)
- Facel Vega FV2 et FV2B (1955-1956)
- Facel Vega FV3 et FV3B (1956-1958)
- Facel Vega FV4 (1957-1958)
- Facel Vega HK 500 (1958-1961)
- Facel Vega Facel II (1961-1964)
- Facel Vega Excellence (1958-1964).

### Les «petites» Facel Vega

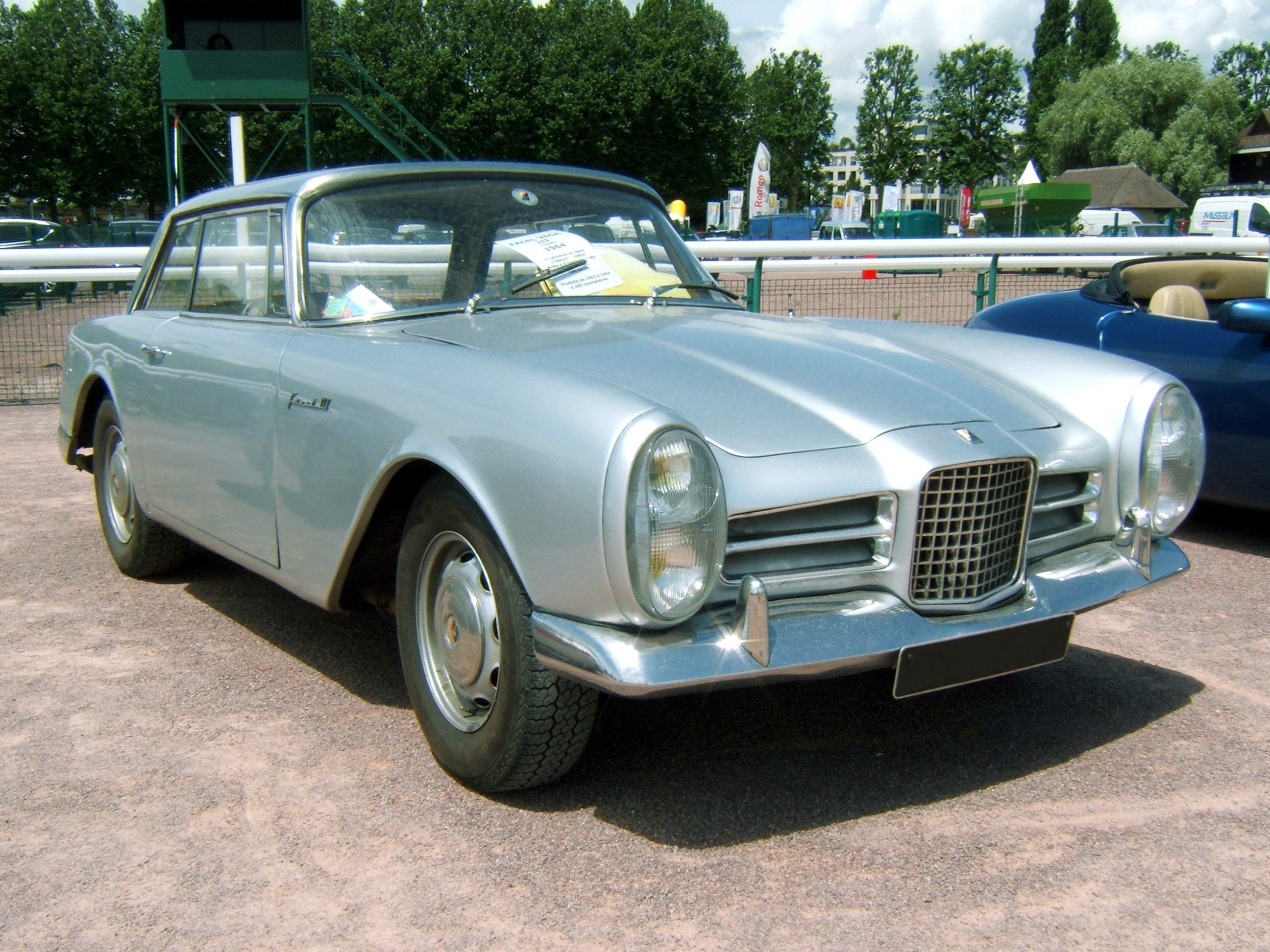
Facel III de 1964.

La réussite commerciale des modèles V8 poussa Jean Daninos à envisager la réalisation d'une automobile de catégorie plus petite afin de gagner des parts de marché dans la catégorie des voitures de sport de cylindrée moyenne.
Liste des modèles :
- Facel Vega Facellia (1960-1963)
- Facel Vega Facel III (1963-1964)
- Facel Vega Facel 6 (1964).

## Identité visuelle
Deux logos ont été utilisés sur les Facel Vega, l'un rond et l'autre rectangulaire.

Logo rond, placé notamment au centre du volant et des chapeaux de roues.
Logo rectangulaire, placé sur le capot avant et sur la malle arrière.

## Faits marquants
Le 4 janvier 1960, Albert Camus et Michel Gallimard au volant de sa Facel Vega FV3B trouvent la mort dans un accident survenu en rentrant à Paris, sur la RN5 au lieu-dit Villeblevin. Albert Camus est passager avant-droit. La femme et la fille de Michel Gallimard, assises à l'arrière sortiront indemnes de l'accident. Il semble qu'un pneu de la voiture ait éclaté à grande vitesse.

## Dans les arts
- Dans le film OSS 117 : Le Caire, nid d'espions (2006), Bérénice Bejo accueille et pilote Jean Dujardin au volant de sa Facellia (type F2 B) cabriolet bleu Capri.
- Le commissaire Swan Laurence utilise une rare Facellia FA coupé 2+2 rouge métallique dans la série télévisée Les Petits Meurtres d'Agatha Christie, saison 2 (2013-2020).
- On aperçoit une Facellia (type FA) cabriolet bleu Capri dans la série télévisée Speakerine (2018) conduite par Éric Jauffret (Grégory Fitoussi).
- Des Facel Vega apparaissent dans de nombreuses bandes dessinées, notamment Spirou et Fantasio ou Lefranc[3].
- Dans le film d'animation Ratatouille produit par Pixar, le chef Skinner du restaurant Chez Gusteau conduit une Facel Vega HK 500.
- Dans le film Faites sauter la banque ! (1964) de Jean Girault, la voiture que conduit le personnage interprété par Jean-Pierre Marielle est une Facel Vega Facel III (1963 - 1964).

## Hommages
Deux villes où étaient produites les Facel Véga ont donné le nom de la marque à l'une de leurs voies :
- Colombes (Hauts-de-Seine), place Facel Véga ;
- Dreux (Eure-et-Loir), rue Facel Véga.

Aux États-Unis, une artère a été baptisée « Facel-Vega Drive » à Joliet, Illinois, ville de 150 000 habitants à 40 miles au sud-est de Chicago.